# Confederația Veche a Elveției
Confederația Veche a Elveției (în germană modernă: Alte Eidgenossenschaft; istoric Eidgenossenschaft, după Reformă, de asemenea, République des Suisses, Republica Helvetiorum "Republica elvețiană") a fost predecesoarea Elveției din zilele noastre.
A fost o federație de state libere, în mare măsură mici, numite cantoane, formată în secolul al XIV-lea. De la nucleul inițial (ceea ce este acum Elveția centrală), Confederația s-a extins, incluzând orașele Zürich și Berna.
Această confederație de opt cantoane (Acht Orte) a rezistat mai mult de un secol, bucurându-se de mari succese politice și militare. Alianța a promis neutralitate în 1515, și din nou în 1647, sub amenințarea Războiului de Treizeci de Ani, chiar dacă mulți elvețieni au servit ca mercenari în războaie.
După primul război cu șvabii din 1499, Confederația a devenit un stat independent de facto pe parcursul perioadei moderne timpurii, deși încă nominal parte a Sfântului Imperiu Roman până în 1648. Cu toate acestea, Reforma elvețiană a împărțit aliații într-un partid reformat și unul catolic, rezultând numeroase conflicte interne pe parcursul secolului al XVI-lea, și, ca urmare dieta federală sau Tagsatzung a fost de multe ori paralizată de ostilitățile dintre cele două facțiuni.
Confederația elvețiană a căzut la invazia armatei franceze în 1798, după care a fost transformată în Republica Helvetică.

## Istorie

### Fondarea
Nucleul Vechii Confederații a fost o alianță între comunitățile din văile din Alpii Centrali pentru a facilita gestionarea intereselor comune cum ar fi comerțul liber și asigurarea pacii de-a lungul rutelor comerciale importante prin munți. Din 1889, Carta Federală din 1291 printre comunele rurale din Uri, Schwyz, și Unterwalden au fost popular considerat documentul fondator al confederației.

### Creșterea federației
Acest pact inițial a fost treptat crescut cu pactele suplimentare cu orașele din Lucerna, Zürich, și Berna. Această unire dintre comunele rurale și urbane, toate care au avut statutul de nemijlocirea imperială în cadrul Sfântului Imperiu Roman, a fost cauzată de-le pe toate fiind sub presiune de către ducii și regii habsburgici, care au  condus odată o mare parte din aceste terenuri. În mai multe lupte împotriva armatelor habsburgice, elvețienii au rămas victorioși și au cucerit chiar și zonele rurale din Glarus și Zug, care au devenit membrii independenți ai confederației, de asemenea.
De la 1353 la 1481, această federație de opt cantoane, cunoscut in germana ca Orte Acht (opt locuri), consolidat poziția sa. Membrii individuali, în special orașele, extins pe teritoriile lor la costul contează locale în vecinătate, mai ales prin cumpărarea drepturilor judiciare, dar uneori și prin forță. Eidgenossenschaft ca un întreg extins prin cuceriri militare. Aargau a fost cucerit în 1415, Thurgau în 1460. Atât de ori, elvețian a profitat de o slabiciune a duci habsburgic. În sud, Uri a condus o expansiune militară teritorială, care ar-după eșecuri de mulți-1515 conduce la cucerirea Ticino. Nici unul dintre aceste teritorii au devenit membri ai Confederatiei, deși, în schimb, au avut un statut de condominii, regiuni administrat de obicei de către mai multe cantoane.
În același timp, cele opt cantoane au crescut treptat influența lor asupra orașelor și regiunilor învecinate, prin alianțe suplimentare. Nu Eidgenossenschaft ca un întreg, ci mai multe (sau numai unul) cantoane individuale încheiate pacte cu Fribourg, Appenzell, Schaffhausen, starețul și orașul St Gallen, Biel, Rottweil, Mulhouse, și altele. Aceste aliați, numit Orte Zugewandte, a devenit strâns legate cu o aliantă, dar nu au fost acceptate ca membri cu drepturi depline.
Wars Burgundia a determinat o nouă extindere a Uniunii cu noi membri. Fribourg și Solothurn au fost acceptate in Confederatie in 1481. În războiul șvab împotriva împăratului Maximilian I, Împărat Roman, din nou elvețian a rămas victorios și au fost scutite de legislația imperială. Orasele asociate anterior de la Basel și Schaffhausen au alaturat Confederatiei, ca rezultat direct al acestui conflict. Appenzell a urmat în anul 1513 ca membru al 13-lea. Această federație de cantoane treisprezece (Dreizehn Orte) a constituit Confederatia vechi elvețian până la decesul său în 1798.
Expansiune militară a Confederatiei a fost oprit de pierderea Elvețiene la bătălia de la Marignano în 1515. Numai de la Berna și Fribourg au în continuare posibilitatea de a cuceri Vaud, în 1536, care în mare parte au devenit parte din cantonul Berna, cu doar o mică parte care intră în statul de Fribourg.

## Structura
Inițial, Eidgenossenschaft nu a fost unit printr-un pact unic, ci mai degrabă printr-un set întreg de suprapunere pacte și tratate separat bilaterale între membrii diferite, cu doar pasive minime . Părțile au convenit, în general, pentru a păstra pacea în teritoriile lor, de ajutor reciproc în eforturile militare, și a definit o serie de arbitraj în caz de litigii.  Numai încet a membrilor încep să înțeleagă federație în sine ca o entitate unificatoare. În Pfaffenbrief, un tratat de 1370 între șase dintre cele opt membri (Glarus și Berna nu au participat), care interzicea certurile și că instanțele de redactare a negat orice competență asupra aliantă, cantoanele menționată pentru prima dată, să se folosesc termenul singular Eidgenossenschaft . Primul tratat unirea tuturor membrilor, apoi opt dintre Confederatia a devenit Sempacherbrief de 1393. Acest tratat a fost încheiat după victorii importante pe Habsburgi la Sempach și Näfels (1386 și 1388), și a declarat că nici un membru a fost de a începe un război în mod unilateral, fara acordul cantoanelor celelalte. Ulterior, un fel de regim alimentar federal, Tagsatzung, dezvoltat în secolul 15.
Alte pacte și reînnoiri sau modernizări de alianțe anterioare între unii dintre membrii Confederatiei armat. Cu toate acestea, interesele individuale ale cantoanelor s-au ciocnit în Vechiul Zürich Război (1436 - 1450), care a fost cauzată de un conflict teritorial între Zürich și cantoanele elvețiene centrale asupra succesiunii Contele de Toggenburg. Zürich a intrat chiar și o alianță cu ducii Habsburgic, dar în cele din urmă re-au alaturat Confederatiei. Confederație a crescut într-o alianță politică atât de apropiate încât să nu mai tolerat tendințele separatiste ale membrilor săi.
Tagsatzung de 1531 în Baden (1790 desen).
Tagsatzung a servit ca consiliul de confederație și sa întâlnit de obicei, de mai multe ori pe an. Fiecare canton delegat doi reprezentanți, inclusiv de statele asociate, care, cu toate acestea, nu a avut nici vot. Inițial, în cazul în care cantonul delegații întâlnit prezidat adunarea, dar în secolul al 16-lea, Zürich asumat permanent scaun (Vorort), și Baden a devenit loc de sesiune. Tagsatzung ocupat cu toate afacerile inter-cantonale și, de asemenea, a servit ca instanță de arbitraj finală de a soluționa litigiile dintre statele membre, sau pentru a decide cu privire la sancțiunile împotriva membrilor disidente. De asemenea, a organizat si supervizat de administrare a condominiilor, Reeves a fost delegat pentru doi ani, de fiecare dată printr-un canton diferit.